# Mark Hylton (Dartspieler)
Mark Hylton (* 30. Mai 1966) ist ein englischer Dartspieler.

## Werdegang

### Anfänge bei der BDO
Hylton spielt seit über 30 Jahren Darts und hat lange Zeit in der Super League gespielt, wo er mehr als 80 Einsätze für Staffordshire absolvierte.
1997 erreichte er das Achtelfinale der ersten British Classic, in welchem er gegen Phil Taylor verlor. Im Jahr 2005 war er der Qualifikant von Staffordshire für die World Championship Qualifikation, für die Winmau World Masters und für die nationalen englischen Meisterschaften, wo er wieder die Runde der letzten 16 erreichte.
Hylton hatte seinen ersten Auftritt vor laufenden Kameras als Amateurqualifikant bei den UK Open 2007. In der Vorrunde schlug er Ray Carver und verlor gegen Mark Robinson.

### Karriere bei der PDC
2010 schloss er sich der PDC an. Obwohl er sich nicht für die UK Open 2010 qualifizieren konnte, erreichte er das Finale des PDC Pro Tour Events Australien, wo er gegen Dennis Priestley in der Runde der letzten 16 verlor. Neben seinen Bemühungen bei der PDC, gewann er 13 offene Turniere, unter anderem auch die Border Classis.
Auch für den Grand Slam of Darts 2010 konnte er sich qualifizieren, als er sich gegen ein Feld aus über 250 Dartspielern durchsetzen konnte und eine von vier Wildcarts gewann. Beim Grand Slam verlor er allerdings alle drei Gruppenspiele gegen Gary Anderson, Mark Webster und Wayne Jones.
2011 durfte er zum ersten Mal an der Weltmeisterschaft der PDC teilnehmen, als einer der 16 besten Spieler, die nicht gesetzt waren. In der ersten Runde konnte er Steve Beaton mit 3-2 schlagen und auch in der zweiten Runde schlug er die ehemalige Nummer eins der Welt Colin Lloyd mit 4-2. Im Achtelfinale wurde er dann allerdings mit 1-4 von Mark Webster besiegt. Aufgrund dieser Stärke bei der Weltmeisterschaft und seiner guten zweiten Saisonhälfte wurde ihm der Titel PDC New Player of the Year Award 2011 verliehen.
Hylton hat 14 Jahre als Flugbegleiter gearbeitet, bevor er sich 2010 entschied ein professioneller Dartspieler zu werden.

## Weltmeisterschaftsresultate

### PDC
- 2011: Achtelfinale (1:4-Niederlage gegen  Mark Webster)
- 2012: 1. Runde (2:3-Niederlage gegen  Vincent van der Voort)